# Папков, Поликарп Афанасьевич
Поликарп Афанасьевич Папков (1760—1817) — русский генерал, участник Кавказской войны. Действительный статский советник
Старший брат генерал-майора Петра Афанасьевича Папкова.

## Биография
Родился в Москве 15 (26) февраля 1760 года (в «Русском биографическом словаре» ошибочно — 1756).
Воспитывался в Артиллерийском и инженерном кадетском корпусе, откуда 25 октября 1775 года был выпущен сержантом во 2-й фузелерный полк и в 1776—1779 гг. был в походе в Крым; 16 мая 1779 г. он был переведён штык-юнкером сперва в Моздокский, а затем — Кизлярский гарнизон, прослужив в котом до 1784 г., перешёл в Переволоченский гарнизон подпоручиком.
В 1784 году Папков работал по снятию специальных карт и размежеванию Кавказской линии, причем обошёл более 200 тысяч десятин, а затем состоял помощником обер-квартирмейстера Фохта при прокладке дороги в Грузию. В том же году Папков участвовал в построении новых крепостей по p. Кубани, причём ему поручено было снабжение их артиллерийскими орудиями, припасами и командой.
Следующий, 1785 год Папков провёл в исправлении артиллерии по Кавказской линии и неоднократно бывал в перестрелках с горцами; состоя с 1 января этого года в 1-м фузелерном полку, он в 1796 г. в чине поручика принял участие в Персидском походе, был при штурме Дербента, где получил рану в левую руку, и в других делах этой кампании не участвовал.
Получив в 1798 году чин подполковника, а в 1799 году — полковника в 7-м артиллерийском полку (в который переведён был 23 января 1797 г.), Папков по предписанию графа Аракчеева, тогда инспектора всей артиллерии, был командирован в крепость Усть-Каменогорскую «для исправления артиллерии», а 28 октября 1800 года был назначен командиром Московского артиллерийского гарнизона. Сверх этого, 5 февраля 1801 года он был назначен присутствующим членом в Московское артиллерийское депо. В 1808 году, уже в чине генерал-майора, получил назначение цейхмейстером морской артиллерии.
В 1810 году, переименованный в действительные статские советники, был определён управляющим Московской учётной конторой Государственного ассигнационного банка. В этом должности он состоял до своей смерти, последовавшей в Москве внезапно 19 февраля (3 марта) 1817 года «в 8 часов по-полудни»; «положен близ тела родителя своего и малолетних детей».

## Семья
Был женат на Елене Дмитриевне Балашовой, сестре министра полиции А. Д. Балашова (в «Русском биографическом словаре» жена указана как племянница А. Д. Балашева).
Их дети: София (1797—1825) Николай (1805—8.1.1850), полковник; Александр (23.6.1807, Москва — ?), Аглаида (4.8.1810, Санкт-Петербург — ?), .